# Gastrodia pubilabiata
Gastrodia pubilabiata là một loài thực vật có hoa trong họ Lan. Loài này được Sawa mô tả khoa học đầu tiên năm 1980.